# Aquincum (quartier)
Aquincum ([ˈɒkvinkum]) est un quartier de Budapest, situé dans le 3e arrondissement. Il correspond au site de la cité romaine d'Aquincum.